# Viréon à calotte rousse
Tunchiornis ochraceiceps
Genre
Espèce
Synonymes
- Tunchiornis ochraceiceps[1]

Statut de conservation UICN

 LC  : Préoccupation mineure
Le Viréon à calotte rousse (Tunchiornis ochraceiceps), aussi appelé Viréo à couronne, Viréo à couronne rousse et Viréon à calotte fauve, est une espèce de passereaux de la famille des Vireonidae,,.

## Systématique et distribution
Cet oiseau est représenté par dix sous-espèces selon la classification de référence du Congrès ornithologique international (version 9.1, 2019) :
- Hylophilus ochraceiceps ochraceiceps Sclater, PL, 1860 : des plaines du golfe du Mexique (dans le Sud du Mexique) au Guatemala ;
- Hylophilus ochraceiceps pallidipectus (Ridgway, 1903) : du sud du Guatemala et du Honduras au nord-ouest du Panama ;
- Hylophilus ochraceiceps pacificus Parkes, 1991 : sud-est du Costa Rica et ouest du Panama ;
- Hylophilus ochraceiceps nelsoni (Todd, 1929) : est du Panama (de la province de Veraguas à celle du Darién) ;
- Hylophilus ochraceiceps bulunensis Hartert, 1902 : de l'extrême est du Panama à la côte pacifique de la Colombie et de l'ouest de l'Équateur ;
- Hylophilus ochraceiceps ferrugineifrons Sclater, PL, 1862 : dans une région partant du Sud-Est de la Colombie, allant vers l'est jusqu'au Sud du Venezuela, à l'extrême Ouest de la Guyane et au Nord-Ouest du Brésil (à l'ouest du Rio Negro), et allant vers le sud jusqu'au Nord-Est du Pérou et à l'ouest de l'Amazonie brésilienne (au sud de l'Amazone, vers l'est jusqu'à la rive ouest du rio Madeira) ;
- Hylophilus ochraceiceps viridior (Todd, 1929) : de l'est du Pérou (au sud du río Marañón et de l'Amazone) vers le sud jusqu'au Nord de la Bolivie ;
- Hylophilus ochraceiceps luteifrons Sclater, PL, 1881 : extrême est du Venezuela (est de l'État de Bolívar), Guyanes et nord de l'Amazonie brésilienne (à l'est du rio Negro) ;
- Hylophilus ochraceiceps lutescens (Snethlage, E, 1914) : Nord du Brésil, au sud de l'Amazone (du rio Madeira au rio Xingu) ;
- Hylophilus ochraceiceps rubrifrons Sclater, PL & Salvin, 1867 : Nord-Est du Brésil (du rio Tocantins au Pará)[2],[3].